# كلب بلدي مدرب
كلب بلدي مدرب هي رواية للكاتب المصري محمد علاء الدين. نُشرت الرواية باللغة العربية في عام 2014.
كلب بلدي مدرب هي رواية من نوع من الروايات الشطارية التقليلية التي تُحاول تصوير الجيل الحديث في المجتمع المصري منذ التسعينات. بالرغم من أن اللغة الرسمية للرواية هي العربية الفصحى فإنها تحتوي على بعض العبارات باللهجة المصرية خاصة أثناء الحوارات الثنائية في شوارع مدينة القاهرة. تطرّقت الرواية أيضاً إلى قضية صناعة الإباحية وكيف تنعكس على الجيل الجديد من المصريين كما تحاول سبر أعماق هذا المجال لدرجة ذكر بعض الممثلات الممتهنات لهذا المجال مثل جينا جيمسون وساني ليون وغيرهما.
تلقى كتاب كلب بلدي مدرب إشادة كبيرة من النُقاد حال صدروه كما تلقى مراجعات إيجابية من جريدة أخبار الأدب،  التي وصفت الرواية «بالمجددة للمستويات الفنية والنظرية»، كما أشادت الناقدة أماني فؤاد بها وبطريقة كتابتها، أمّا جريدة تحرير نيوز فقد أكدت على «أن الرواية لاذعة في نقد النخبة المثقفة والدولة»  في حين أكدت جريدة النهار اللبنانية أن «رواية محمد علاء قد صفعت وجه المجتمع وعقله.» تُرجمت الرواية إلى اللغة الإيطالية في عام 2016 ثم نُشرت في معرض تورينو الدولي للكتاب، وقد لاقت إشادة واسعة واستقبال كبير من النقاد في إيطاليا.

## [6]ملخص: الرواية
تدور الرواية عن شاب قاهري يكتب القصص الإباحية علي شبكة الإنترنت لكسب قوته، ويتورط في العديد من المواقف والمشاكل مع صديقة له، علي خلفية الحياة اليومية للمدينة العتيقة، والتي تنقلب عبثية بكثير من الأحيان.